# Patrick Weissinger
Patrick Weissinger (* 2. April 1973 in Stuttgart) ist ein deutscher Wasserballtrainer und ehemaliger -spieler. Von Juni 2015 bis August 2016 war er Trainer der deutschen Nationalmannschaft.

## Karriere
Weissinger spielte bis 1994 bei seinem Heimatverein SSV Esslingen, anschließend zehn Jahre bei den Wasserfreunden Spandau 04, mit denen er zehn deutsche Meisterschaften und acht Pokalsiege errang. Von 1998 bis 2004 war er Aktivensprecher beim DOSB für die Sparte Wasserball im DSV, und von 2000 bis 2004 Kapitän der Nationalmannschaft, für die er 279 Länderspiele bestritt. Bei den Olympischen Spielen 2004 in Athen erreichte er mit dem deutschen Team den fünften Platz. Zudem nahm er an jeweils fünf Welt- und Europameisterschaftsturnieren teil. In der Saison 2004/05 war er in Australien als Trainer und Spieler bei den Cronulla Sharks aktiv, während er am Goethe-Institut tätig war. Anschließend spielte er noch eine Saison beim SSV Esslingen und stieg mit ihm in die Deutsche Wasserball-Liga auf.
Von 2005 bis 2008 absolvierte Weissinger ein Diplomtrainer-Studium an der Trainerakademie Köln. Seit 2005 arbeitete er als Trainer am Bundesstützpunkt in Stuttgart. Gleichzeitig war er von 2006 bis 2010 Trainer beim SSV Esslingen, mit dem er zwei dritte Plätze in der Deutschen Meisterschaft erreichte und einmal Vizepokalsieger wurde. Anschließend betreute er Jugendmannschaften des Vereins – mit der U19 und der U13 wurde er Deutscher Meister – und war Jugend-Nationaltrainer.  Im Juni 2015 wurde er Bundestrainer. Das erste Spiel unter seiner Regie verlor die Mannschaft am 3. Juli 2015 beim Vier-Nationen-Turnier in Portugalete (Spanien) gegen Russland mit 7:12. Bei der Europameisterschaft 2016 belegte das Team den elften Rang, im April 2016 verpasste es mit einer 7:8-Niederlage im entscheidenden Spiel gegen Ungarn knapp die Olympiaqualifikation.
Weissinger verlängerte seinen bis August 2016 laufenden Vertrag nicht. Zu einem Abschied analysierte er: „Wir waren vor vier Jahren schon an einem Tiefpunkt und sind jetzt noch tiefer. Wir haben verpasst, international konkurrenzfähig zu sein in Sachen Ausbildung und Nachwuchsförderung.“
Patrick Weissinger ist verheiratet und hat zwei Kinder.